# Мысль
Видавництво «Мысль» (Москва) — радянське/російське видавництво, засноване 1930 року (сучасна назва — з 1963 року).

## Історія
Утворено 1930 року в Москві у складі Державного комітету Ради міністрів СРСР у справах видавництв, поліграфії та книжкової торгівлі, як «Видавництво соціально-економічної літератури» (Соцэкгиз) на базі соціально-економічного відділу Держвидаву, заснованого 1919 року.
1941 року було об'єднано з Держполітвидавом.
1957 року знову виділено в самостійне видавництво з тією ж назвою.
1963 року отримало сучасну назву після приєднання Видавництва Вищої партійної школи й Академії суспільних наук при ЦК КПРС та Географвидаву.

## Видавнича діяльність в СРСР
За радянських часів випускало дослідження, монографії, науково-популярні книги з марксистсько-ленінської філософії, а також з історії філософії, наукового атеїзму, економіки соціалізму й комунізму, світової економіки, історії СРСР та загальної історії, навчальні та методичні посібники з суспільних наук для вищих партійних навчальних закладів і системи політичної просвіти та з економічної та фізичної географії СРСР і зарубіжних країн.
1972 року обсяг видавничої продукції склав 292 найменувань (175,8 млн друкованих аркушів-відбитків) накладом понад 14 млн примірників.
1973 року у складі видавництва «Мысль» було 3 галузеві окремі головні редакції:
- соціально-економічної літератури;
- навчально-методичної літератури для партійних навчальних закладів;
- географічної літератури.

## Головний редактор
- Євген Тимофеєв

## Тематика

### Серії
- «Всесвітня історія економічної думки» (1987—97, у 6 томах (у т.6 дві частини), гол. ред. Черковець)
- «Країни та народи» (20 томів)
- «Філософська спадщина» (133 томи)
- «Мислителі минулого»
- «XX століття: Подорожі. Відкриття. Дослідження»
- «Всесвітня історія» (1956—1965; 10 томів основних, 3 додаткових)
- «Природа світу» (13 томів)
- «Радянський Союз» (23 томи; 1966—1972)

### Автори
У видавництві вийшли книги істориків Сергія Соловйова та Василя Ключевського, візантиніста Федора Успенського та біофізика Олександра Чижевського, філософів Павла Флоренського та Олексія Лосєва, художника й мандрівника  Роквелла Кента.